# Volei Club Unic Piatra Neamț 2012-2013
Questa voce raccoglie le informazioni riguardanti il Volei Club Unic Piatra Neamț nelle competizioni ufficiali della stagione 2012-2013.

## Organigramma societario
Area direttiva
- Presidente: Oana Năstasă

Area tecnica
- Allenatore: Mihaela Voivod

## Rosa
| N° | Nome             | Ruolo | Data di nascita  | Nazionalità sportiva |
| -- | ---------------- | ----- | ---------------- | -------------------- |
| 3  | Mihaela Albu     | L     | 1º gennaio 1994  | Romania              |
| 5  | Florina Chirilov | P     | 28 marzo 1988    | Romania              |
| 6  | Cristina Zanfir  | S     | 26 gennaio 1980  | Romania              |
| 7  | Anastasiya Trach | S/O   | 15 novembre 1988 | Ucraina              |
| 8  | Andreea Marin    | C     | 12 maggio 1991   | Romania              |
| 9  | Andreea Munteanu | S     | 5 settembre 1994 | Romania              |
| 11 | Raluca Purice    | S     | 8 marzo 1983     | Romania              |
| 12 | Liliana Curcă    | C     | 20 aprile 1988   | Romania              |
| 14 | Raluca Pichiu    | C     | 14 maggio 1992   | Romania              |
| 15 | Ol'ha Trač       | C     | 15 novembre 1988 | Ucraina              |
| 17 | Adina Stanciu    | S/O   | 17 dicembre 1986 | Romania              |